# Teymur Musayev
Teymur Yusif oglu Musayev (en azerí: Teymur Yusif oğlu Musayev; Bakú, 16 de septiembre de 1970) es urólogo, candidato de ciencias médicas, el Ministro de Salud de la República de Azerbaiyán (desde 19 de enero de 2022).

## Biografía
Teymur Musayev nació el 16 de septiembre de 1970 en Bakú. En 1987 graduó de escuela №189.
En 1987-1994 años se estudió en la Universidad de Medicina de Azerbaiyán, después en 2003-2004 continuó su educación en la Universidad de Estrasburgo.

### Carrera
En 2007-2015 años fue director de la Clínica de nombre de Nasireddin Tusi. 
Desde 2020 fue el jefe del Departamento de Organización de la Asistencia Sanitaria del Ministerio de Sanidad.
El 23 de abril de 2021 Teymur Musayev ha sido nombrado primer viceministro de Salud de la República de Azerbaiyán y por otro orden del Presidente azerbaiyano él ha sido nombrado Ministro de Salud en funciones de Azerbaiyán.
El 19 de enero de 2022, por la orden del Presidente de Azerbaiyán, Ilham Aliyev, Teymur Musayev se nombró Ministro de Salud de la República de Azerbaiyán y fue destituido del cargo de Primer Viceministro y Ministro interino de Salud.